# Schimatári
Schimatári, en grec moderne : Σχηματάρι, est une ville et un ancien dème du district régional de Béotie, en Grèce-Centrale. Depuis 2010, elle est fusionnée au sein du dème de Tanagra.
Selon le recensement de 2011, la population du dème compte 7 173 habitants tandis que celle de la ville s'élève à 4 035 habitants.